# Musée du Transbordeur
Musée du Transbordeur, eller Maison du Transbordeur, är ett franskt teknikmuseum i Martrou i kommunen Échillais, en förort till Rochefort i regionen Charente-Maritime, på vänstra stranden av floden Charente.
En gammal förrådsbyggnad i Martrou, ett hundra meter från Hängfärjan i Rochefort-Martrou, har restaurerats för att bli utställningslokal beträffande hängfärjan i Rochefort-Martrou och andra broar i Rochefortområdet. Museet öppnade 2003 och har en permanentutställning om Rocheforts broar, inklusive planeringen av hängfärjan mellan Rochefort och Martrou och föremål från hängfärjan. Det finns också en hall för tillfälliga utställningar.

## Bildgalleri

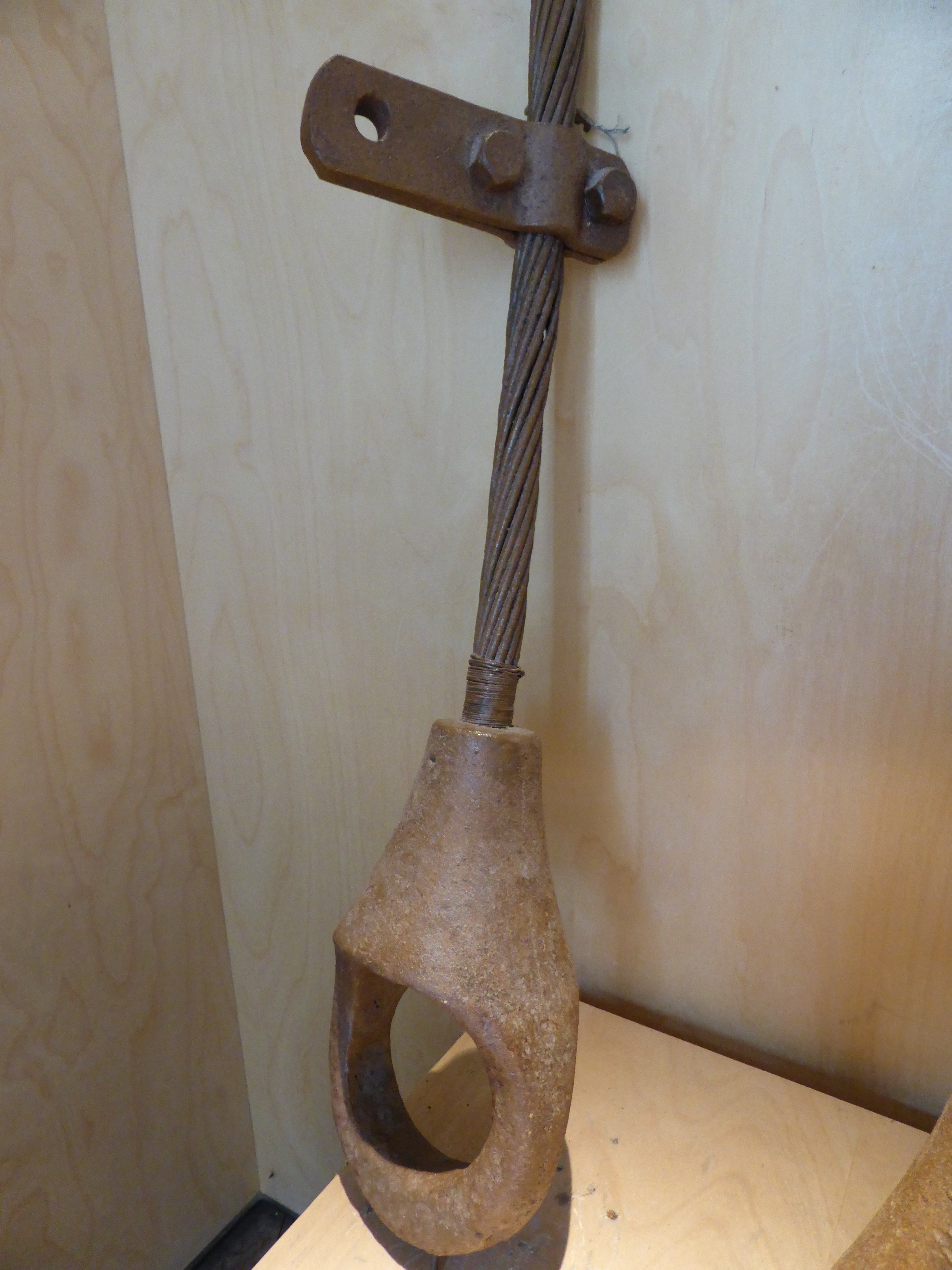
Icke-reglerbar fastsättningsanordning
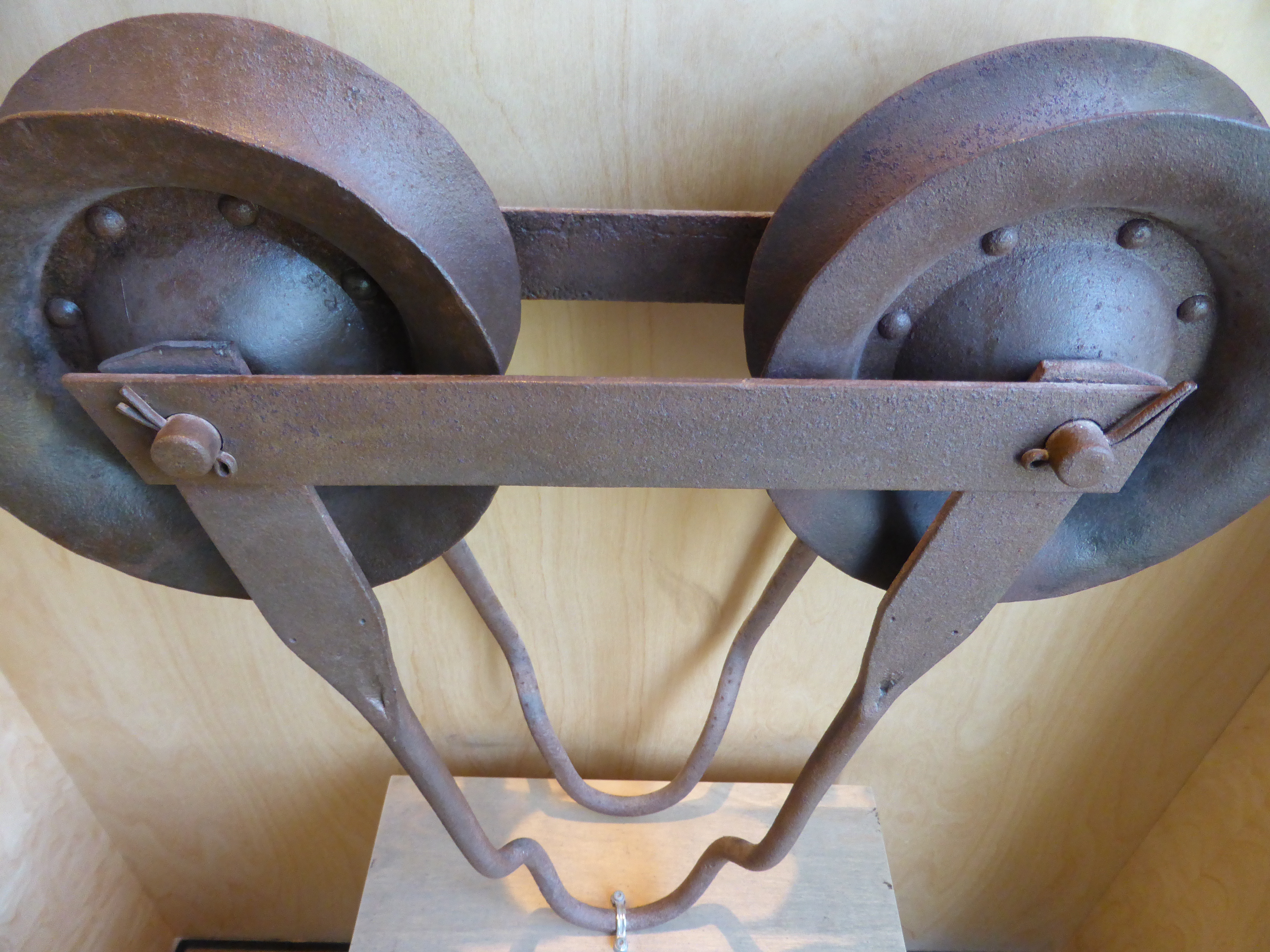
Hjulpar för körvagn
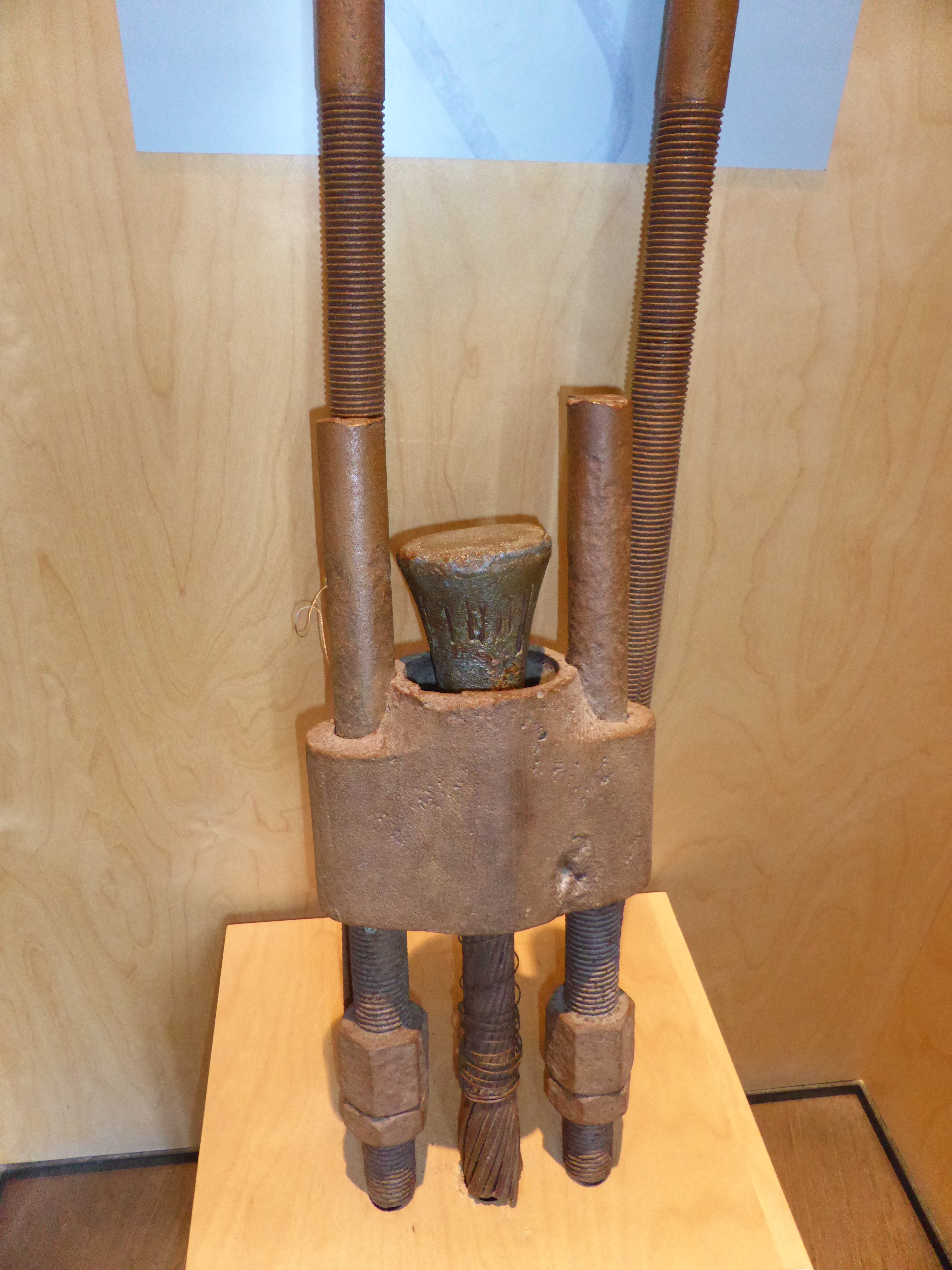
Reglerbar fastsättningsanordning
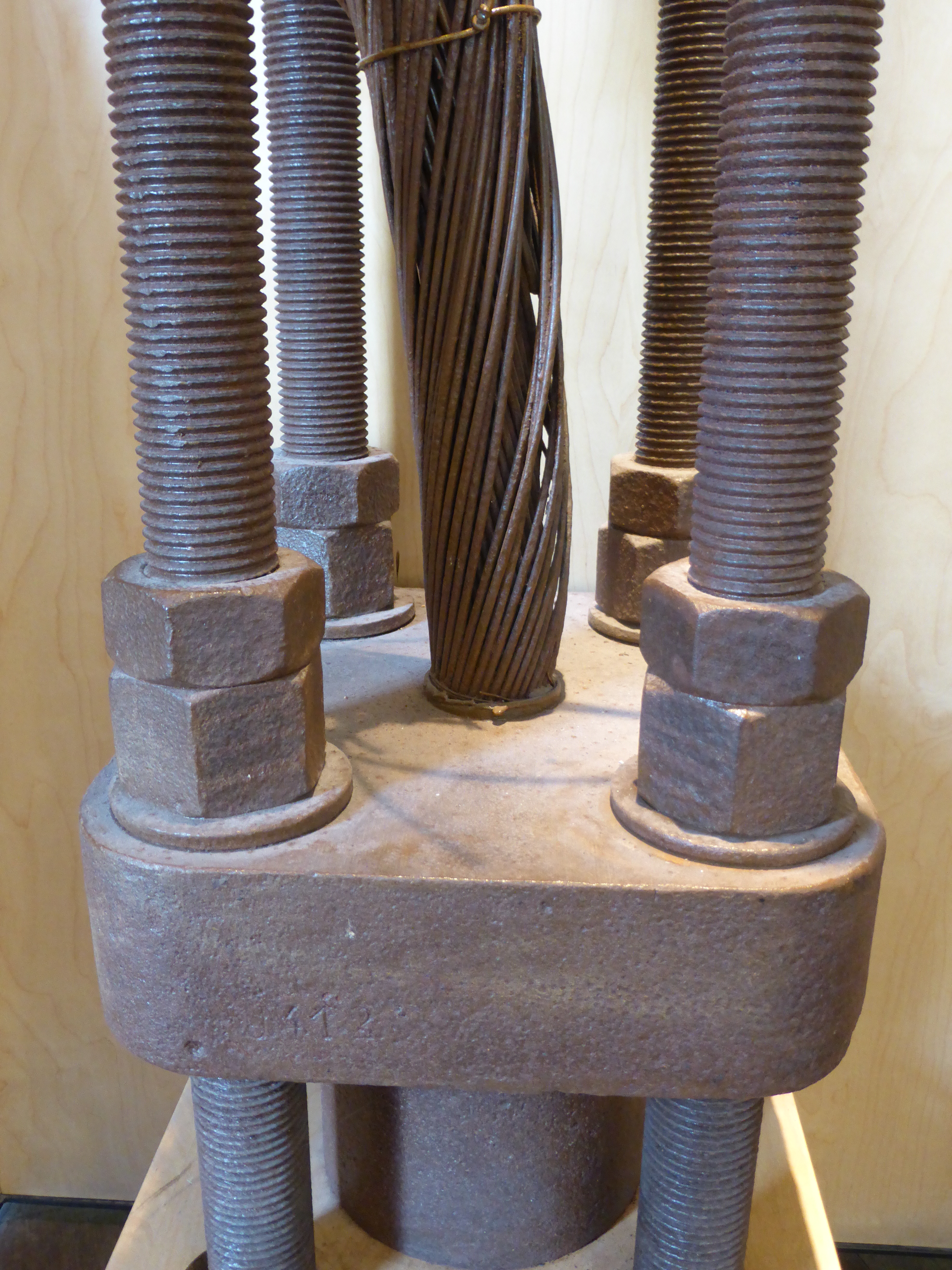
Reglerbar fastsättningsanordning
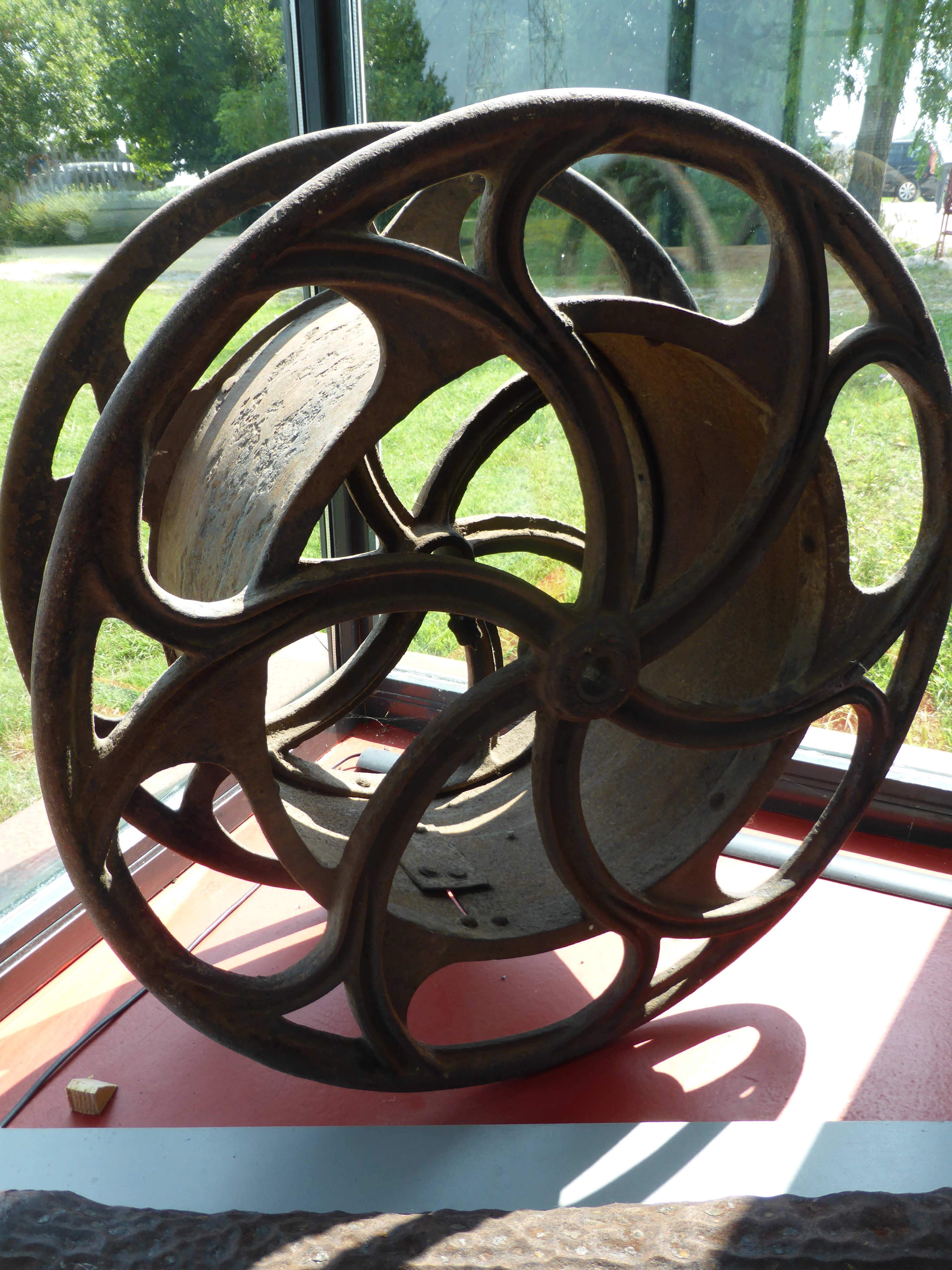
Kabeltrumma